# 劉鼎漢
劉鼎漢（1911年9月14日—2000年11月27日），中華民國陸軍中將，湖南省酃縣人。

## 早年
1911年9月14日生於湖南酃縣，1930年考入中央陸軍軍官學校武漢分校第七期步科，畢業後分發至陸軍第五十師第二九七團第一營第一連擔任見習官、排長、連附等職，參加江西剿匪。1932年4月1日，考入南京中央陸軍軍官學校軍官高等教育班第一期。畢業後分發至陸軍第十八軍第十四師司令部參謀處擔任上尉作戰參謀，參與江西贛東贛北剿共。1934年參加第五次圍剿紅軍，1936年8月升任陸軍第四十旅第八十團第七連上尉連長。

## 抗日戰爭
1937年年抗戰爆發，參加淞滬會戰。1938年3月月調升陸軍預備第八師第三十團第一營少校營長，1939年年調升陸軍第五十四軍第二野戰補充團中校團附，參加粵北戰役。1940年調升陸軍第九十九師參謀處上校參謀主任。1941年調任陸軍野戰補充團團長，參加第二次長沙會戰，同年調陸軍第二九七團團長，1944年5月參加長衡會戰。

## 國共内戰
1946年7月，調任陸軍整編第六十九師第九十九旅上校副旅長，1947年4月入南京中央軍官訓練團第一期受訓。1948年10月調升陸軍整編第六十九軍九十九師司令部少將副師長，參加徐蚌會戰。戰後升任陸軍第九十九軍司令部少將參謀長。1949年元旦因作戰有功奉頒陸海空軍甲種一等獎章，接任第十八軍十一師少將師長，赴浙江麗水、雲和、松陽、縉雲地區剿匪。四月中國人民解放軍發動渡江戰役，主力進迫東南，劉鼎漢率師於6月4日抵達福建福鼎縣，船運進駐臺灣宜蘭整訓。6月下旬開赴廣東汕頭。1949年10月初，陸軍第十八軍由潮汕船運增援金門。

## 遷台後
1950年1月，升任少將師長。1951年4月，調任陸軍第五軍少將副軍長，駐防金門，1952年12月調任中華民國總統府少將高級參謀。1954年調升第陸軍第十八軍軍長，6月入國防大學聯戰系第三期，於1956年調任陸軍第一軍軍長，晉升中將，10月兼任該年度國慶閱兵指揮官。1958年調任陸軍預備部隊訓練司令部副司令襄贊訓練事宜，八二三砲戰起，調任陸軍金門防衛司令部副司令，接替陣亡之趙家驤中將協助胡璉司令官主管作戰任務，獲頒一星陸海空軍甲種一等獎章，同年11月調任陸軍第二軍團副司令。1959年擔任國軍年終校閱第三組組長，同年調任國防部聯合作戰研究督察委員會委員，1966年再調任國防部聯合作戰研究委員會委員。1969年屆齡退役，晚年撰述「國民革命軍陸軍第十八軍軍史」。
2000年11月27日因心肺功能衰竭，病逝於臺北榮民總醫院。

## 外部連結
- YouTube上的中華民國四十五年國慶閱兵大典